# 3457 Арненордхайм
3457 Арненордхайм (1985 RA3, 1969 EU, 1971 SK3, 1973 AX1, 1975 NT, 1979 HH4, 1980 PT2, 1980 RD4, 1981 WD2, 1983 CE1, 1983 DV, 3457 Arnenordheim) — астероїд головного поясу, відкритий 5 вересня 1985 року.
Тіссеранів параметр щодо Юпітера — 3,300.